# Старквілл (Колорадо)
Старквілл (англ. Starkville) — місто (англ. town) в США, в окрузі Лас-Анімас штату Колорадо. Населення — 62 особи (2020).

## Географія
Старквілл розташований за координатами 37°7′1″ пн. ш. 104°31′24″ зх. д. / 37.11694° пн. ш. 104.52333° зх. д. (37.116820, -104.523298).  За даними Бюро перепису населення США в 2010 році місто мало площу 0,19 км², уся площа — суходіл.

## Демографія
Згідно з переписом 2010 року, у місті мешкало 59 осіб у 26 домогосподарствах у складі 17 родин. Густота населення становила 313 особи/км².  Було 35 помешкань (185/км²).
Расовий склад населення:
| - 55,9 % — білих - 1,7 % — корінних американців - 1,7 % — азіатів - 37,3 % — осіб інших рас |

До двох чи більше рас належало 3,4 %. Частка іспаномовних становила 72,9 % від усіх жителів.
За віковим діапазоном населення розподілялося таким чином: 13,6 % — особи молодші 18 років, 72,8 % — особи у віці 18—64 років, 13,6 % — особи у віці 65 років та старші. Медіана віку мешканця становила 44,5 року. На 100 осіб жіночої статі у місті припадало 96,7 чоловіків;  на 100 жінок у віці від 18 років та старших — 104,0 чоловіків також старших 18 років.
Середній дохід на одне домашнє господарство  становив 30 065 доларів США (медіана — 18 438), а середній дохід на одну сім'ю — 40 280 доларів (медіана — 22 500). За межею бідності перебувало 9,7 % осіб, у тому числі 0,0 % дітей у віці до 18 років та 11,1 % осіб у віці 65 років та старших.
Цивільне працевлаштоване населення становило 9 осіб. Основні галузі зайнятості: публічна адміністрація — 55,6 %, освіта, охорона здоров'я та соціальна допомога — 22,2 %, виробництво — 11,1 %, сільське господарство, лісництво, риболовля — 11,1 %.